# كزافييه مبويامبا
كزافييه مبويامبا (مواليد 31 ديسمبر 2001) هو لاعب كرة قدم هولندي يلعب في نادي تشيلسي تحت 23 سنة في مركز الدفاع.

## روابط خارجية
- كزافييه مبويامبا على موقع قاعدة بيانات كرة القدم.إي يو (الإنجليزية)
- كزافييه مبويامبا على موقع Soccerway.com (الإنجليزية)
- كزافييه مبويامبا على موقع عالم كرة القدم.نت (الإنجليزية)